# 5 Łotewski Policyjny Pułk Graniczny SS
5 Łotewski Policyjny Pułk Graniczny SS (niem. Lettisches Grenzschutz SS Regiment 5 (Polizei)) – kolaboracyjna jednostka policyjna Waffen-SS złożona z Łotyszy podczas II wojny światowej

## Historia
Został utworzony w lutym 1944 r. Na jego czele stanął Waffen-Obersturmbannführer der SS Jānis Zvaigzne. Pułk składał się z czterech batalionów. Liczył ok. 2,7 tys. ludzi. Pełnił zadania ochrony dawnej granicy między Łotwą i ZSRR. Poniósł duże straty podczas walk z partyzantami, a następnie z Armią Czerwoną. W grudniu został rozformowany, a ocaleli Łotysze zasilili nowo formowany 106 Pułk Grenadierów SS.